# バチカンの交通

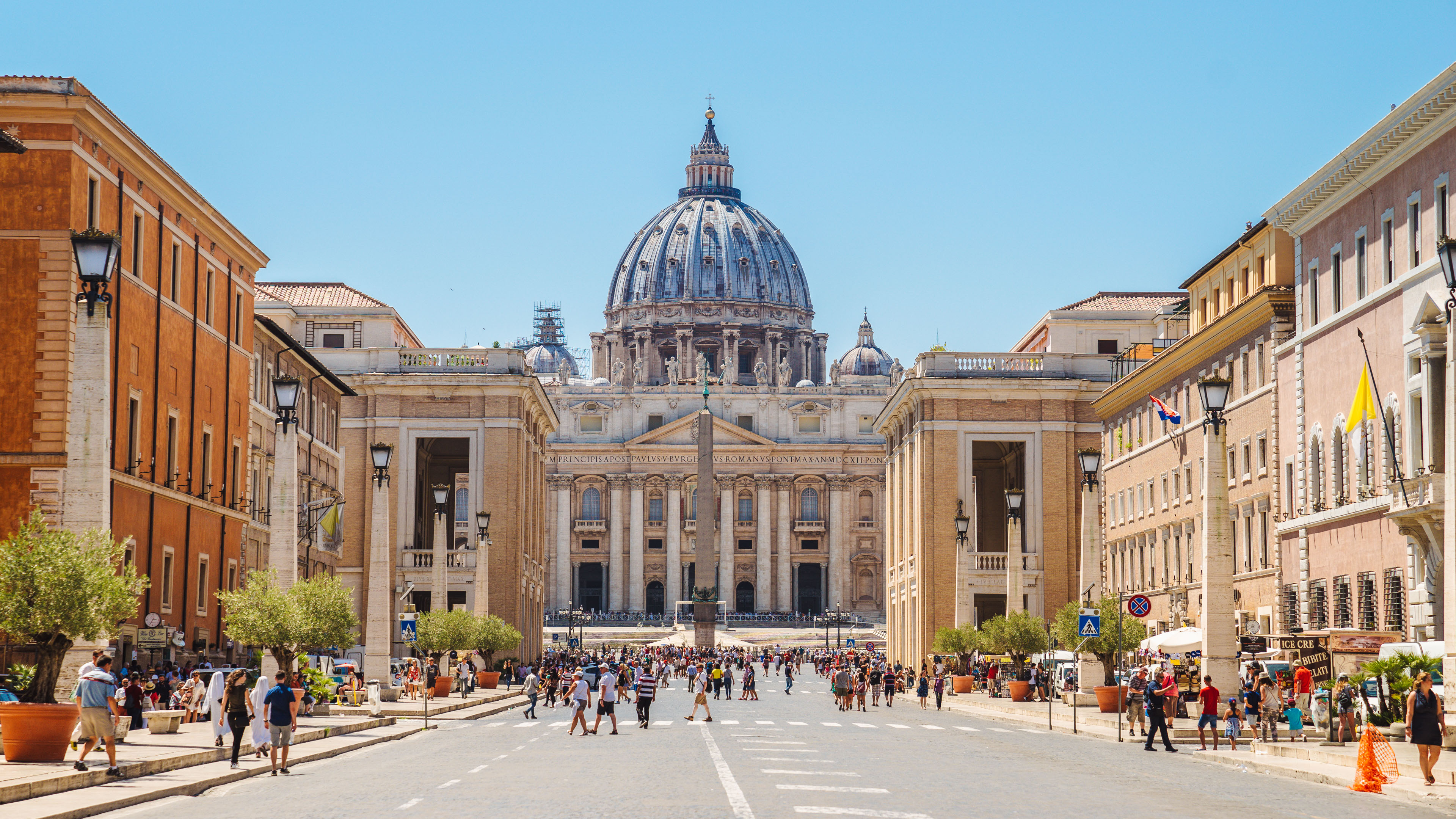
ベニート・ムッソリーニは、サン・ピエトロ広場へ向かうヴィア・デッラ・コンチリアツィオーネを建設するため、中世の細長い住宅を取り壊した

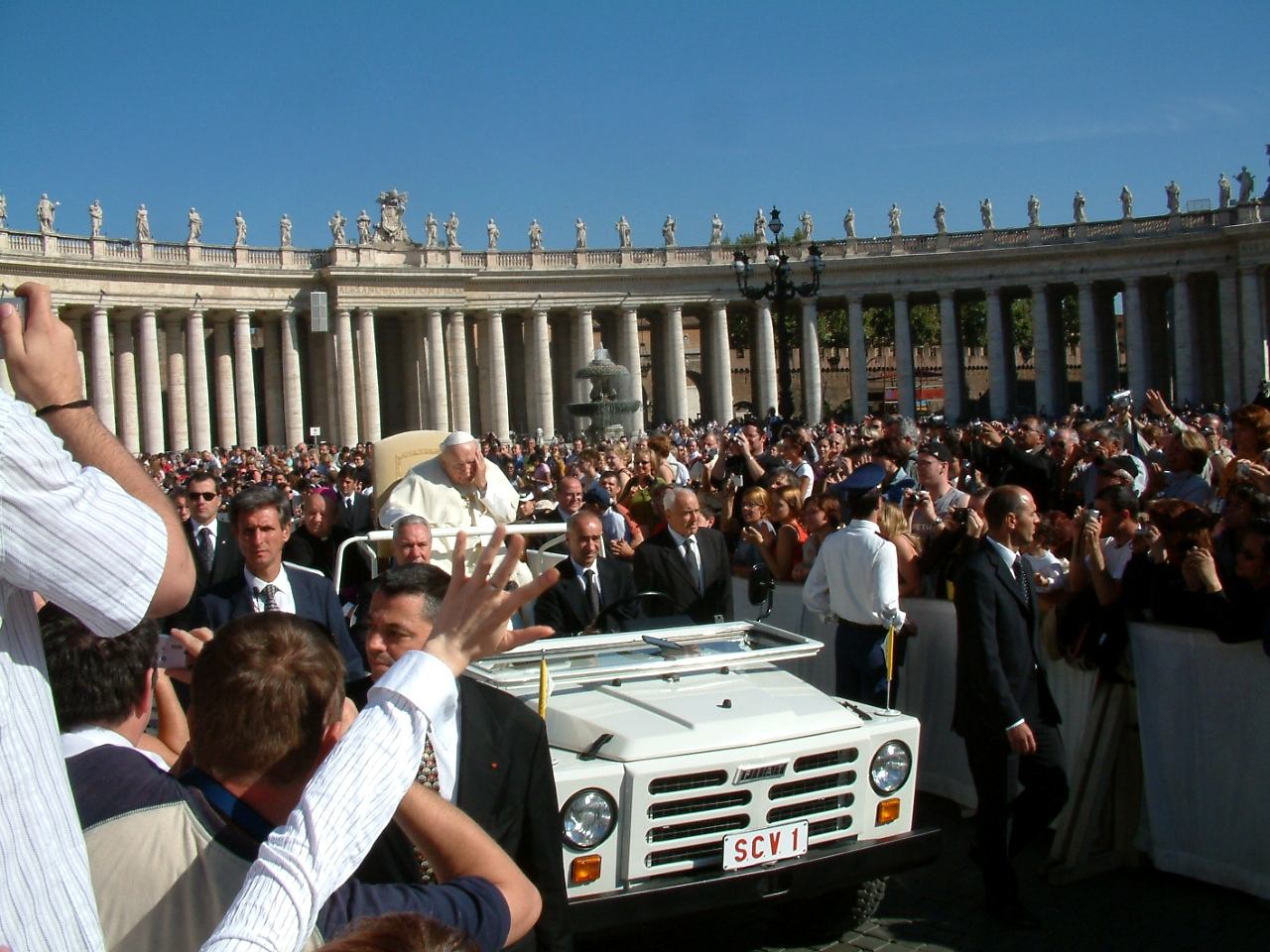
バチカン市国にて、SCV 1と書かれたパパモビルにいるヨハネ・パウロ2世

バチカン市国の交通システムは、長さ1.05㎞、幅0.85㎞が国土であり、空港やハイウェイを持たない小さな国家の交通機関である。平均時速3.6㎞の速度で歩くと、バチカン市国は20分以下で横断できる。従って、バチカンのインフラの多くは、バシリカ、建物に囲まれたサン・ピエトロ広場とその入口、建物の後方・間にある通路などである。教皇庁や公式の観光職員が使用するヘリポートが、都市国家の西端にある。

## 航空
バチカン市国では、公式な訪問者がときどきヘリポートを使用する。
バチカン市国には、公共の空港が存在しない。バチカンを訪れる観光客の多くは、ローマの空港を使用する。

## 鉄道
バチカン国内には、1,435mm（標準軌）の852mほどの短い鉄道路線があり、首都ローマを囲む鉄道ネットワークに接続するローマ・サン・ピエトロ駅がある。バチカン鉄道駅は、建築家ジョゼッペ・モモによって設計され、ラテラノ条約締結後、ピウス11世の統治下で建設が進められた。開業は1933年。ピウス11世の時代、鉄道で巡礼者の輸送が計画されていたものの、長らく乗客輸送に使う機会は限られたものとなっていた。ヨハネ23世は、鉄道を最初に利用した。また、ヨハネ・パウロ2世が例外的に鉄道を利用したことも知られている。
今日、鉄道は主に貨物輸送で使用されているほか、2015年秋からはガンドルフォ城の開放に伴う一環で、土曜日限定でカステル・ガンドルフォとの間に観光列車が運行されるようになった。
なおローマ地下鉄A線が、オッタヴィアーノ駅とチプロ駅の間でバチカン市国付近を通過する。両駅は、バチカンから徒歩10分の距離にある。

## 自動車
バチカン市国で登録された自動車のナンバープレートは、数字の前にSCVが記載される。バチカン市国居住者は、数字の前にCVが記載される。国際ナンバープレート/ステッカーはVである。パパモビルの車両には、赤いレタリングに、SCV 1と記載される。同じように教皇が移動するバチカン市国の交通手段には、SCV 1が使われている。